# Zatracheidae
De Zatracheidae (alternatief gespeld als Zatrachydidae of Zatrachysdidae) zijn een familie van uitgestorven temnospondyle Batrachomorpha (basale 'amfibieën'), bekend uit het laat-Carboon en vroeg-Perm van Noord-Amerika en Europa. Zatracheididen onderscheiden zich door laterale (zijwaartse) benige uitsteeksels van het quadratojugale bot van de schedel, en een grote opening in de snuit genaamd de interne fontanel (soms de interne fenestra) die wordt begrensd door vergrote premaxillae. De schedel is afgeplat, met ver naar achteren geplaatste kleine oogkassen. De opening in de snuit heeft mogelijk een klier gehuisvest voor het produceren van een kleverige substantie zodat de prooi zich aan de tong zou hechten. Als dat zo is, geeft dit aan dat deze dieren een groot deel van hun tijd op het land doorbrachten.

## Geschiedenis van de studie
Er zijn drie geslachten van zatracheididen: Acanthostomatops Kuhn, 1961; Dasyceps Huxley 1859 en Zatrachys Cope, 1878. Alleen Dascyeps wordt vertegenwoordigd door een soort naast de typesoort. De naam Zatracheidae werd voor het eerst bedacht door Cope (1882). Talloze variaties hierop, zoals Zatrachydidae en Zatrachysdidae zijn in de literatuur gebruikt omdat de etymologie door Cope incorrect geacht werd, evenals permutaties afgeleid van Acanthostomatops zoals Acanthostomidae.
De klade werd in 2012 door McHugh gedefinieerd als de groep bestaande uit de laatste gemeenschappelijke voorouder van Acanthostomatops vorax en Zatrachys serratus; en al zijn afstammelingen.

## Anatomie
Zatracheididen zijn te herkennen aan hun brede en platte schedels met een sterk vergroot preorbitaal gebied dat zich onderscheidt door de grote interne fontanel, met bijbehorende grote premaxillae. Een overeenkomstig grote intervomerine fontanel is te vinden op het verhemelte. De quadratojugale is uitgebreid en draagt bij Acanthostomatops en Zatrachys discrete stekelige uitsteeksels. De quadratojugale verduistert ook het quadratum in dorsaal profiel. Dasyceps en Zatrachys zijn alleen met zekerheid bekend van schedelmateriaal.

## Ontwikkeling
Zatracheididen zijn een van de vele temnospondyle groepen waarvan wordt aangenomen dat ze een metamorfose hebben ondergaan van jong tot volwassen. Zowel Zatrachys als Acanthostomatops zijn bekend van ontogenetische series, maar die van Acanthostomatops is completer en is de enige die metamorfose definitief zou vastleggen. Stekels ontwikkelden zich tijdens de metamorfose, en terwijl zatrachydiden als volwassenen bleven groeien, werden de putten en groeven op hun schedels uitgebreider en werd de otische inkeping aan de achterkant van de schedel breder. Deze inkepingen ondersteunden waarschijnlijk membranen die tympana worden genoemd en die dienen als trommels bij levende amfibieën. De choanae werden ook groter tijdens de metamorfose en onderscheiden zich door hun onregelmatige vorm, die verschilt van de meer ronde vorm die wordt gezien bij andere temnospondylen. Zatrachydiden hebben ook een gat in het midden van hun verhemelte, de inter-vomerine fontanel genaamd, die groter wordt tijdens de metamorfose. Dit gat wordt gezien bij levende salamanders en kikkers en wordt geassocieerd met een orgaan dat de intermaxillaire klier wordt genoemd en dat afscheidingen produceert die de tong plakkerig maken. Het kan ook aanwezig zijn geweest bij zatrachydiden.

## Geslachten
- Acanthostomatops
- Chemnitzion
- Dasyceps
- Zatrachys